# 朝俄国境友谊桥
朝俄国境友谊桥（朝鲜语：／），是朝鲜俄罗斯国境界河图们江上的一座铁路桥，连接俄罗斯哈桑铁路支线哈桑站与朝鲜洪儀線和豆滿江線的豆满江站。桥面铺设雙軌距 。2017年10月，沿桥铺设了俄朝国际通信光缆。由俄铁的子公司TransTelekom提供接入服务，以避免朝鲜对外电讯线路完全依赖于中国的尴尬。 